# أماريلدو ديمو
أماريلدو ديمو (بالألبانية: Amarildo Dimo‏) هو لاعب كرة قدم ألباني في مركز الدفاع، ولد في 25 أغسطس 1982 في فيير في ألبانيا. لعب مع نادي سكندربيو كورتشه.

## وصلات خارجية
- أماريلدو ديمو على موقع قاعدة بيانات كرة القدم.إي يو (الإنجليزية)
- أماريلدو ديمو على موقع Soccerway.com (الإنجليزية)
- أماريلدو ديمو على موقع عالم كرة القدم.نت (الإنجليزية)